# Fuenterrebollo
Fuenterrebollo – gmina w Hiszpanii, w prowincji Segowia, w Kastylii i León, o powierzchni 35,91 km². W 2011 roku gmina liczyła 370 mieszkańców.